# شیبان ترائوره
شیبان ترائوره (انگلیسی: Cheibane Traoré؛ زادهٔ ۱۴ دسامبر ۱۹۹۰) بازیکن فوتبال اهل مالی است.
از باشگاه‌هایی که در آن بازی کرده است می‌توان به باشگاه فوتبال تی‌پی مازمبه، باشگاه فوتبال برکان، و باشگاه فوتبال قنیطره اشاره کرد.
وی همچنین در تیم ملی فوتبال مالی بازی کرده است.